# Alain Franchet
 (janvier 2013).
Alain Franchet est un réalisateur français de cinéma.

## Filmographie

### Cinéma

#### Premier Assistant
- 1966 : Qui êtes-vous, Polly Maggoo ? de William Klein
- 1967 : Les Demoiselles de Rochefort de Jacques Demy
- 1967 : Le jeune homme et la mort (court-métrage) de Roland Petit
- 1968 : Mister Freedom de William Klein
- 1970 : Peau d'Âne de Jacques Demy
- 1970 : Le Dernier Saut d'Édouard Luntz

#### Acteur
- 1967 : Les Demoiselles de Rochefort : premier gendarme (non-crédité)

### Films publicitaires
Alain Franchet a réalisé des films publicitaires pour des clients comme Dim (L'écrivain, en 1979), Nescafé (Le train, en 1981 avec la célèbre musique de Rodolfo y su tipica, Heineken (1982, avec la chanson devenue célèbre Every Kinda People interprétée par Robert Palmer), Dior, Ray-Ban (1977 avec Laurent Malet ), Yves Saint Laurent, Renault, Manpower, Gauloises, Kleenex, Audace (Marilyn Monroe), Rivoire & Carret (1987, TGV Atlantique (1990), COGEMA (1993) …

### Clips musicaux
- Patti Austin en duo avec James Ingram - Baby, Come to Me (ca. 1981)